# Francisco Cota de Oliveira
Francisco Cota de Oliveira (Onça de Pitangui, 5 de agosto de 1969) é um bispo católico brasileiro. É o sexto bispo da diocese de Sete Lagoas.

## Presbiterato
Estudou Filosofia e Teologia na Pontifícia Universidade Católica de Minas Gerais, em Belo Horizonte, entre 1992 e 1998. Foi ordenado sacerdote em 1 agosto de 1999, por Dom José Belvino do Nascimento. Exerceu o ministério presbiteral na paróquia Nossa Senhora do Carmo, em Carmo do Cajuru, entre 1999 e 2009, como vigário paroquial e pároco. Na paróquia Sant'Ana de Itaúna, foi administrador paroquial e pároco entre 2010 e 2016. Na paróquia Nossa Senhora do Pilar, em Pitangui, exerceu o posto de administrador paroquial.
Ele também foi coordenador diocesano de Pastoral da Juventude e Assistente Eclesiástico Diocesano do Movimento Cursilhos de Cristandade. Foi membro do Conselho do Economato Diocesano.

## Episcopado
No dia 7 de junho de 2017 foi nomeado bispo titular de Fiorentino e auxiliar de Curitiba. Sua ordenação episcopal ocorreu no dia 26 de agosto desse mesmo ano.
No dia 10 de junho de 2020 foi nomeado Bispo de Sete Lagoas..